# Maurizio Biondo
Maurizio Francesco Biondo (Vimercate, 15 maggio 1981) è un ex ciclista su strada italiano.
Professionista dal 2006 al 2012, era uno specialista delle cronometro.

## Carriera
Gareggiò per sei stagioni tra i dilettanti, quattro da Under-23 e due da Elite, vincendo nel 2001 il titolo nazionale Under-23 a cronometro, e nel 2005 il Trofeo ZSŠDI e il Giro del Valdarno.
Passò professionista nel 2006 con il team Endeka mentre per la stagione 2007 si accasò alla Kio Ene-Tonazzo-DMT, neonata formazione italiana diretta da Marino Basso e Alberto Elli, con la quale vinse la prima tappa e la classifica finale della Vuelta a Navarra. Nelle stagioni successive corse per la Ceramica Flaminia, vincendo la Volta ao Distrito de Santarém nel 2008 e la Ronde van Drenthe e una tappa al Post Danmark Rundt nel 2009.
Il 12 agosto 2009 risultò positivo ad un controllo antidoping effettuato lontano dalle competizioni, nel quale vennero trovate tracce di EPO e il 14 settembre gli venne inflitta una squalifica di due anni. Prima della notizia della sua positività il corridore era fra i papabili per un posto azzurro ai mondiali di Mendrisio nella prova a cronometro.
Nel 2012, terminata la squalifica, tornò alle corse firmando per il team croato Meridiana Kamen.

## Palmarès
- 2001 (Casprini)

Coppa del Grano
Campionati italiani, Prova a cronometro Under-23
- 2002 (Casprini)

3ª tappa Tour de Berlin (Rudow)
- 2004 (Pagnoncelli)

Trofeo Pina e Mario Bazzigalupi
- 2005 (Promosport)

Trofeo ZSŠDI
Giro del Valdarno
- 2006 (Endeka, una vittoria)

Trofeo Edil C
- 2007 (Kio-DMT, due vittorie)

1ª tappa Vuelta Ciclista a Navarra (Burlada > Tudela)
Classifica generale Vuelta Ciclista a Navarra
- 2008 (Ceramica Flaminia, due vittorie)

3ª tappa Volta ao Distrito de Santarém (Almeirim, cronometro)
Classifica generale Volta ao Distrito de Santarém
- 2009 (Ceramica Flaminia, due vittorie)

Ronde van Drenthe
5ª tappa Post Danmark Rundt (Roskilde, cronometro)

## Piazzamenti

### Competizioni mondiali
- Campionati del mondo

Verona 1999 - Cronometro Under-23: 5º